# Eurytoma parvula
Eurytoma parvula är en stekelart som beskrevs av Thomson 1876. Eurytoma parvula ingår i släktet Eurytoma och familjen kragglanssteklar.
Artens utbredningsområde är:
- Rumänien.
- Sverige.

Arten är reproducerande i Sverige. Inga underarter finns listade i Catalogue of Life.